# Konosirus punctatus
Konosirus punctatus är en fiskart som först beskrevs av Temminck och Schlegel, 1846.  Konosirus punctatus ingår i släktet Konosirus och familjen sillfiskar. Inga underarter finns listade i Catalogue of Life.